# Liste der Monuments historiques in Saint-Martin-en-Bière
Die Liste der Monuments historiques in Saint-Martin-en-Bière führt die Monuments historiques in der französischen Gemeinde Saint-Martin-en-Bière auf.

## Liste der Objekte
| Bezeichnung                | Beschreibung                  | Standort                       | Kennzeichnung | Schutzstatus | Datum | Bild |
| -------------------------- | ----------------------------- | ------------------------------ | ------------- | ------------ | ----- | ---- |
| Tabernakel des Hauptaltars | Holz, bemalt, 17. Jahrhundert | in der Kirche St-Martin (Lage) | PM77001603    | Classé       | 1984  |      |